# 嗅ぎタバコ

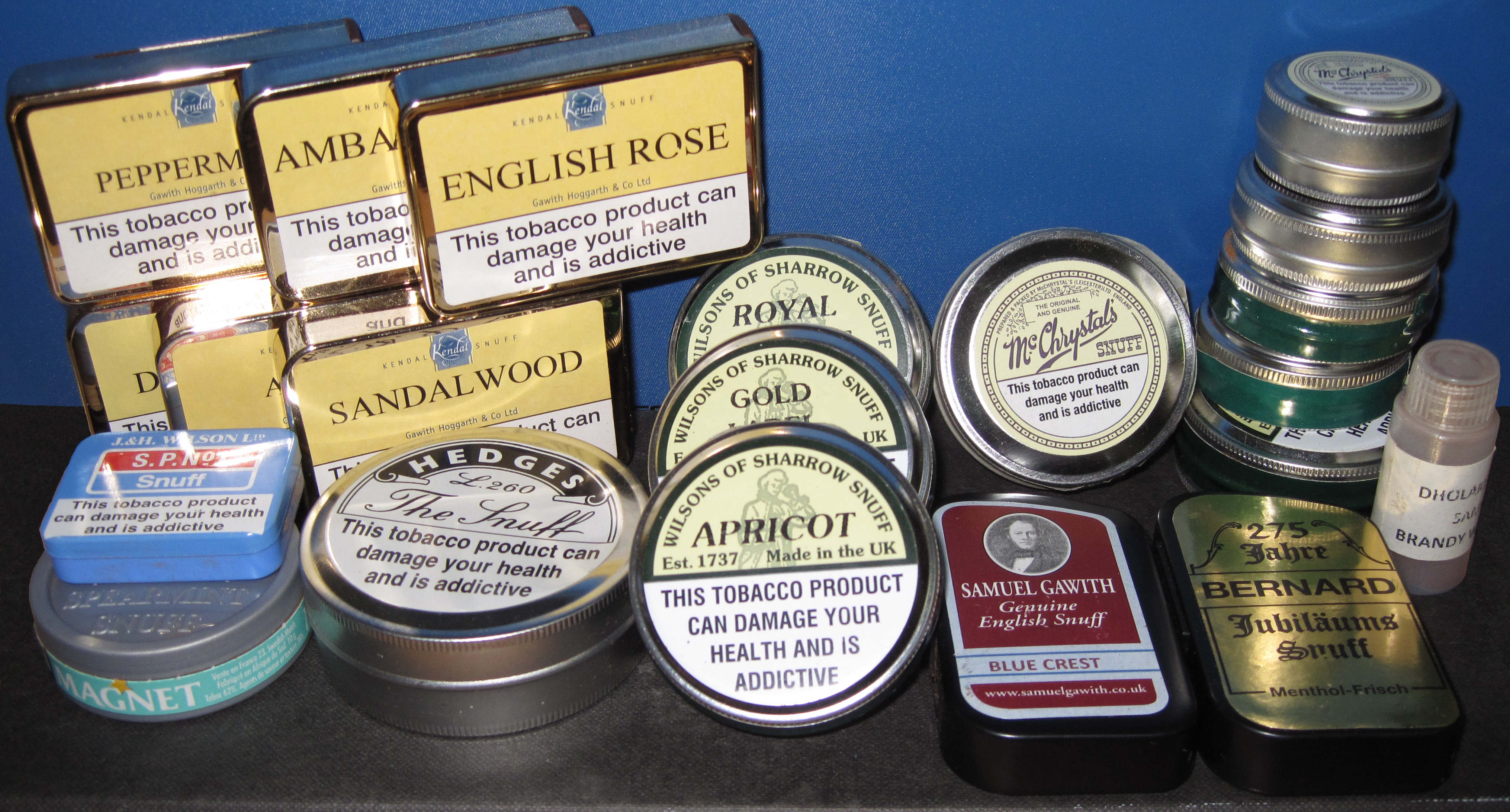
嗅ぎタバコの様々な缶

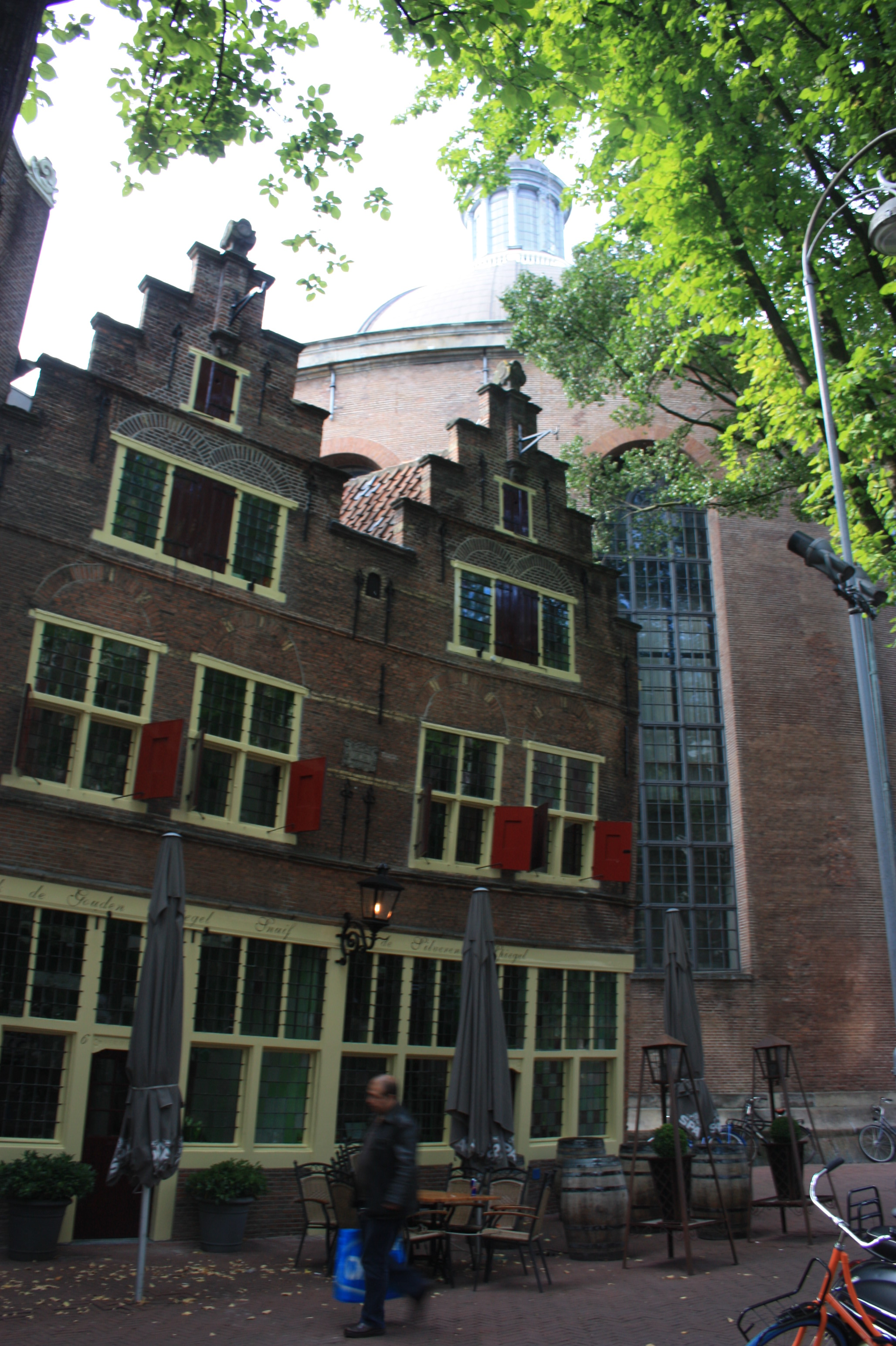
アムステルダムにある17世紀の嗅ぎタバコ屋

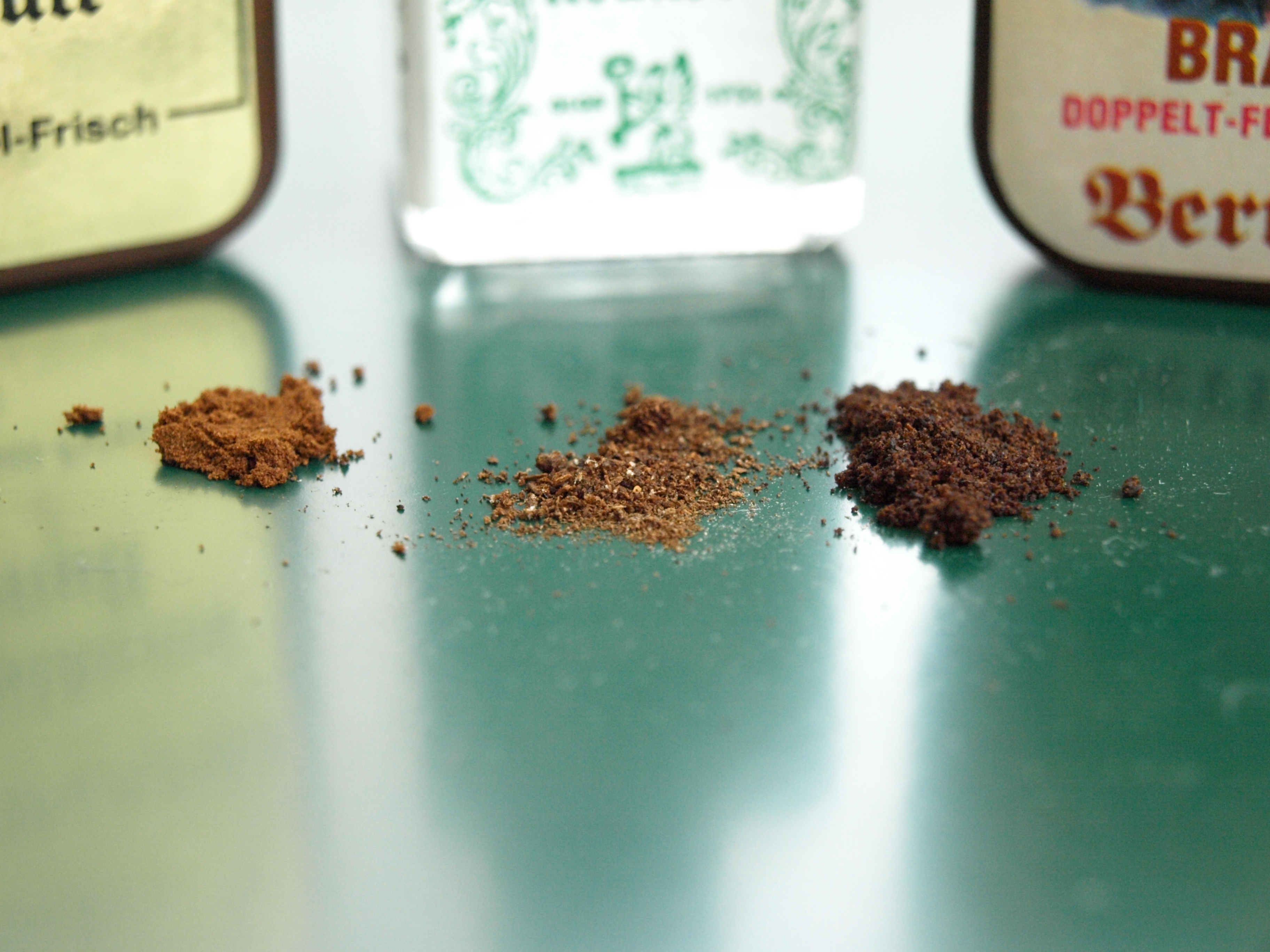
色・風味・成分が異なる、各種の嗅ぎタバコ

嗅ぎタバコ（かぎタバコ）またはスナッフ（Snuff）は、タバコの葉を細かく砕き、鼻腔内に吸い込むことで摂取する無煙たばこの一種。鼻腔内のためにすぐにニコチンを摂取でき、（特にフレーバーが添加されている場合は）フレーバーの香りが持続する。伝統的には、一つまみほどの嗅ぎタバコを手の甲（解剖学的嗅ぎタバコ入れ）に置いたり、親指と人差し指で挟んだり、特別に作られた器具で挟んだりして、軽く嗅いだり吸い込んだりする。また、その保存容器のことをスナッフ・ボックスと呼ぶ。
嗅ぎタバコはアメリカ大陸で生まれ、17世紀にはヨーロッパで一般的に使用されるようになった。伝統的な嗅ぎタバコの製法は嗅ぎタバコ用のミルを用いて長く複数の工程で構成される。厳選されたたばこの葉を、加工や熟成させた後、それぞれのタイプやブランドにあった特性や風味を添加する。多くのスナッフには通常、香りや風味が付けられており、ブレンドスナッフの多くは必要な成熟度に達するまで数ヶ月から数年の特別な保存期間を必要とする。伝統的なフレーバーの代表的なものとして香りや風味をつけない本来の「高級嗅ぎタバコ」とされるタバコの葉をブレンドしたものがある。その後、スパイス系、ピカン系、フルーツ系、フローラル系、メンソール系（「薬用」とも呼ばれる）などの種類が、単体やブレンドという形式で登場する。嗅ぎタバコメーカーは独自のレシピやブレンドを持っており、個々の顧客に合わせた特別な調合もある。また、一般的なフレーバーとして、コーヒー、チョコレート、ボルドー、ハチミツ、バニラ、チェリー、オレンジ、アプリコット、プラム、樟脳、シナモン、ローズ、スペアミントなどがある。現代的なフレーバーとしては、バーボン、コーラ、ウィスキーなどがある。ドイツの伝統的なブレンドには刺激的でシャープなシュマルツラー・ブレンドやブラジル・ブレンドがある。
嗅ぎタバコには、非常に細かいものから粗いものまで、またトースト状のもの（非常に乾燥したもの）から非常に湿ったものまで、さまざまな質感と湿り気がある。辛口のものはより細かく挽かれていることが多い。また、ペッシェルのヴァイス（ホワイト）のように、ブドウ糖の粉末やハーブから作られたタバコの葉を使わない嗅ぎタバコもある。厳密に言えば、これらは嗅ぎタバコではないが、ニコチンを避けたい人や、強い嗅ぎタバコを調整するための代替品として用いられる。

## 歴史
挽いたタバコを嗅いで摂取するようになったのはブラジルの先住民が最初だと言われている。彼らはローズウッド製の乳鉢と乳棒を使ってタバコの葉を挽き、木の繊細な香りをつけていた。出来上がった嗅ぎタバコは、風味を保つために、骨製の豪華な瓶や筒に密閉して保存された。
小アンティル諸島のタイノ族やカリブ族の嗅ぎタバコは、1493年のコロンブスの第2回新大陸航海の際に、フランシスコ会のラモン・パネ修道士によって記録されている。パネ修道士が嗅ぎタバコを持ってスペインに帰国したことが、ヨーロッパに嗅ぎタバコがもたらされたことを意味している。
16世紀初頭、最初の製造会社となったスペインの通商院（Casa de Contratación）は、ヨーロッパ初の嗅ぎタバコの製造・開発所となったセビリア市に設立され、取引を独占した。スペイン人は嗅ぎタバコを「ポルボ（polvo）」または「ラペ（rapé）」と呼んでいた。当初は市内に分散し独立していた製造工場であったが、後に国の管理下に置かれ、サン・ペドロ教会の向かい側の一箇所に集められた。18世紀半ばには、王立タバコ工場（Real Fábrica de Tabacos）として城壁の外に大規模で壮大な工業用建物を建設することが決定された。この工場は、ヨーロッパ初の工業用タバコ工場であり、当初は嗅ぎたばこの生産と競売を行い、また当時のスペインで2番目に大きな建物であった。
1561年、ポルトガル・リスボンに赴任していたフランス大使ジャン・ニコ（ニコチンの名前の由来）は、著作の中でタバコの薬効を万能薬のように表現し、しつこい頭痛に悩まされていたカトリーヌ・ド・メディシスに紹介したとされる。カトリーヌはその薬効に感激し、このタバコを「ヘルバ・レジーナ（女王のハーブ）」と呼ぶことを即座に宣言した。カトリーヌのお墨付きを得たことで、フランス貴族たちの間でも嗅ぎたばこが広まっていくことになる。
1560年にはオランダ人が、タバコを挽いて粉にしたものを「スナッフ（snuif）」と名付けて使用していたという。15世紀初頭には嗅ぎたばこは高価な嗜好品となっていた。1611年、ポカホンタスの夫であるジョン・ロルフが、スペイン産の甘いタバコを北アメリカに持ち込んだことにより、市販の嗅ぎタバコが誕生した。アメリカへの入植者の多くは、イギリス式の嗅ぎタバコを完全には受け入れなかったが、アメリカの貴族たちは愛用していた。イギリスでは、ロンドン大疫病（1665～1666年）の後、嗅ぎタバコには貴重な薬効があると信じられ、それが消費を強力に後押ししたことで人気が高まった。1650年には、嗅ぎタバコはフランスからイングランド、スコットランド、アイルランドなどヨーロッパ全土、そして日本、中国、アフリカなどに広がった。
17世紀に入ると嗅ぎたばこの服用に反対する著名な人物が現れるようになった。教皇ウルバヌス8世は、教会内での使用を禁じ、破った者は破門すると脅した。1643年のロシアでは、皇帝ミハイル・ロマノフがタバコの販売を禁止し、嗅ぎタバコを使用した者の鼻を取り除くという罰を与え、吸い続ける者は処刑すると宣言した。他の国では根強く残ったものの、フランスではルイ13世が熱心な愛用者であったが、後にルイ15世の在位中に宮廷内での嗅ぎたばこが禁じられた。
18世紀になると、嗅ぎタバコは上流階級で好まれるタバコ製品となった。イギリスでは、アン女王の時代（1702～14年）に需要がピークに達した。この時期、イギリスでは既製のブレンドを独自に生産するようになり、自家製のブレンドが一般的になった。著名な愛用者としては、ウルバヌス8世の禁止令を廃止した法皇ベネディクト13世、ジョージ3世の妻でウィンザー城の一室を嗅ぎタバコの保管庫にまでして「スナッフィー・シャーロット」の異名をとったシャーロット王妃、独自のブレンドを持ち在庫を溜め込んでいたジョージ4世などが挙げられる。また、ナポレオン、ネルソン提督、ウェリントン公爵、マリー・アントワネット、アレキサンダー・ポープ、サミュエル・ジョンソン、ベンジャミン・ディズレーリなど、数多くの著名人が嗅ぎタバコの愛用者であった。嗅ぎタバコの使用は、上流層が一般のタバコを吸う一般庶民区別する方法でもあった。
18世紀にイギリスの作家であり植物学者でもあったジョン・ヒルが、嗅ぎタバコによって鼻腔癌が発生すると結論づけている。彼は医者を装い「ポリープ、鼻孔の腫れ、開放型癌の症状を伴う」と5つの症例を報告した。しかし、現代において嗅ぎタバコと癌との関係を示す決定的な証拠はないと結論付けられている。
嗅ぎタバコが持つ貴族の贅沢品とのイメージは、1794年に制定された、アメリカ連邦政府初のたばこ税を呼び起こした。2世紀にわたってパイプや嗅ぎたばこを利用してきたにもかかわらず、17世紀半ばになると、北アメリカの人々は、スナッフボックスやフォーマルさを必要とするヨーロッパの習慣、特にイギリスの習慣を拒絶するようになった。17世紀後半に入るとアメリカでは嗅ぎたばこが流行らなくなった。その代わり、ドライタイプの愛用者は、小枝をブラシに使って嗅ぎタバコを「ディップ」し、それを頬の中に入れて使うようになった。これが今日に非常に人気のあるディッピング・タバコの先駆けだと見られている。また、噛みタバコやディッピングは、馬車で西に向かって旅をするアメリカ人にとっては便利なものであった。1800年代から1930年代半ばまでは、連邦議会の議員のために共同のスナッフボックスが設置されていた。アメリカの嗅ぎタバコには、すべての無煙たばこに共通して口腔がんや歯の喪失の可能性を示す警告ラベルが貼られている。これは、アメリカのドライスナッフの利用者が、ヨーロッパの大多数とは異なり、やはり経口で使用することにあるという事実を反映しているが、鼻腔内で利用する者がいないわけではない。ドライスナッフは南部やアパラチア地方以外では容易に入手できないが、その後継品であるディッピングはアメリカ中で入手でき、より広く消費されている。
アフリカの一部地域において、タバコはアフリカ固有のものではないにもかかわらず、ヨーロッパの白人よりも先にアフリカの先住民たちに嗅ぎタバコが広く使われていたと主張する者もいる。
2007年にイギリスで喫煙禁止令が出された頃、嗅ぎタバコはある程度の人気を取り戻した。

## 無煙たばこ・スヌースの健康影響について
「スヌース」には、ニコチンだけで無く、「たばこ特異的ニトロサミン」などの多くの発がん性物質が含まれている。そのため、使用により口腔がんなどの原因となるほか、歯周疾患を引き起こし、循環器疾患のリスクも高める可能性がある。また、紙巻きたばこの安全な代替品とはならないことが、指摘されている。「スヌース」は、前述のように通常の紙巻きたばこと同様に様々な健康リスクを高めるとともに、依存性を生むことが指摘されている。また、「スヌース」は、使用が分かりにくく青少年を含めた非喫煙者の喫煙誘導（ゲートウェイ）になる可能性が指摘されている。さらに、「スヌース」の容器は、菓子等と見間違うような外装で、ポーションは小さく異物とは認識しがたいため、幼小児が容易に誤って口に含み、誤飲・誤用が発生することが懸念されている。「スヌース」を含む無煙たばこは、国際がん研究機関（IARC）により、グループ１：（ヒトに発がん性があるもの）と分類されている。